# Hydrocanthus socius
Hydrocanthus socius is een keversoort uit de familie diksprietwaterkevers (Noteridae). De wetenschappelijke naam van de soort werd in 1844 gepubliceerd door F.Sahlberg.